# Platanichthys platana
Platanichthys platana és una espècie de peix pertanyent a la família dels clupeids i l'única del gènere Platanichthys.

## Descripció
- Pot arribar a fer 6,7 cm de llargària màxima (normalment, en fa 5).
- 13-21 radis tous a l'aleta dorsal i 12-23 a l'anal.[3][4]

## Hàbitat
És un peix d'aigua dolça i salabrosa, pelàgic i de clima subtropical (25°S-36°S, 62°W-47°W) que viu entre 0-50 m de fondària.

## Distribució geogràfica
Es troba a Sud-amèrica: des del nord de Rio de Janeiro (el Brasil) fins a l'Uruguai i l'Argentina.

## Observacions
És inofensiu per als humans.